# Wyoming (tàu)
Wyoming là một con tàu bằng gỗ Sáu cột buồm được đóng và hoàn thành vào năm 1909 bởi công ty Percy & Small ở Bath, Maine. Với chiều dài 450 ft (140 m) từ mũi jib-boom đến mũi spanker boom, Wyoming là con tàu gỗ lớn nhất được biết đến từng được chế tạo.
Do chiều dài cực lớn và cấu trúc gỗ của nó, Wyoming có xu hướng uốn cong trong những vùng biển nặng, điều này khiến các tấm ván dài bị xoắn và khóa cứng, do đó cho phép nước biển xâm nhập vào vùng giữ. Tàu phải dùng máy bơm để giữ cho nó không bị thấm nước. Vào tháng 3 năm 1924, xác tàu chìm đã được tìm thấy ở đáy biển gần đảo Monomoy.

## Mô tả
Wyoming có chiều dài là 450 ft (140 m), gồm 350 ft (110 m) trên boong và 329,5 foot (100,4 m) giữa các cột vuông góc. Tàu rộng 50 ft 1 in (15,27 m) và có độ rộng chìm 30 ft 5 in (9,27 m). Tổng trọng tải đăng ký của tàu (GRT) là 3730,54, tương đương với thể tích bên trong là 373.054 foot khối (10.563,7 m3). Trọng tải đăng ký ròng của tàu (NRT) là 3036,21, phản ánh sức chứa hàng hóa là 303.621 foot khối (8.597,6 m3), được xác định bằng cách trừ đi khối lượng chiếm chỗ của khoang lái và thủy thủ đoàn và các khu vực khác không phù hợp với hàng hóa từ GRT của tàu. Tàu có trọng tải nặng (DWT) là 6.004 tấn dài, nghĩa là khi trọng lượng của tàu được chất lên đầy đủ, bao gồm cả thủy thủ đoàn, hàng hóa (6.000 tấn), nhiên liệu, nước và các thùng hàng, khi giảm trọng lượng của con tàu lúc hoàn toàn trống rỗng (4.000 tấn). Nó có thể mang theo 6.000 tấn dài than. Wyoming được xây bằng gỗ thông vàng với 6 ván và có 90 thanh sắt đặt chéo ở mỗi bên.
Wyoming được trang bị một máy neo kính chắn gió Hyde và một động cơ hơi nước con lừa để nâng và hạ buồm, kéo dây và thực hiện các nhiệm vụ khác. Động cơ hơi nước không được sử dụng để cung cấp năng lượng cho tàu, nhưng cho phép nó được điều khiển với một thủy thủ đoàn nhỏ hơn chỉ với 11 tay. Tàu được đặt tên theo tiểu bang Wyoming vì Thống đốc bang Bry Bryant Butler Brooks (1907-1921) là một trong những nhà đầu tư trên con tàu, trị giá 175.000 đô la trong năm 1909.

## Lịch sử

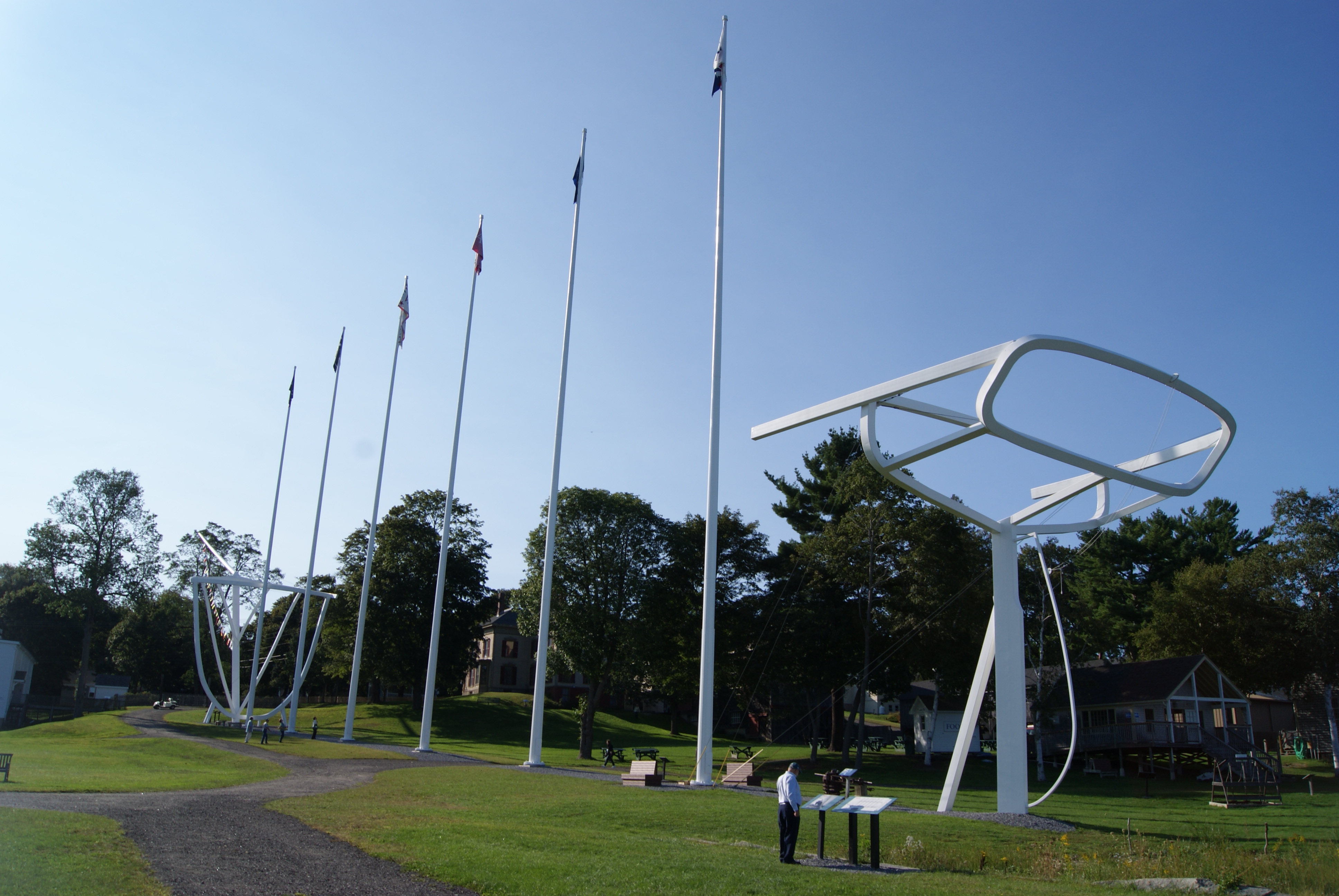
Một tác phẩm điêu khắc đại diện cho Wyoming tại Bảo tàng Hàng hải Maine ở Bath, Maine, địa điểm của hãng đóng tàu Percy & Small, nơi con tàu được chế tạo.

- 1909 – 15 tháng 12. Ra mắt tại Nhà máy đóng tàu của "Percy & Small" với cột buồm kéo ngang. Bậc thầy đầu tiên: Thuyền trưởng Somerville, Massachusetts.[1]
- 1909 – 21 tháng 12. Chuyến đi đầu tiên đến Newport News, Virginia[7]
- 1916 – Điều lệ của "International Paper Co."
- 1917 – Tháng Tư. Bán cho "France & Canada Steamship Co." với giá khoảng 350.000 đô la (có thể khoảng 420.000 đô la). Đến ngày 1 tháng 10 năm 1919, nó đã kiếm được gấp đôi số tiền đó và chủ sở hữu của nó đã dùng nó để tải than tại Norfolk cho Genoa với giá 23,50 đô la mỗi tấn.
- 1921 – Bán cho Thuyền trưởng "A. W. Frost & Co.", Portland, Maine.
- 1924 – Rời Norfolk, Virginia, dưới sự chỉ huy của Thuyền trưởng Charles Glaesel, để vận chuyển than cho Saint John, New Brunswick.
- 1924 – 11 tháng 3. Để tránh một bão xoáy thuận lớn, nó nhổ neo để ra khỏi Chatham, Massachusetts, trong Nantucket Sound, cùng với Cora F. Cressey, tàu đã rời khỏi Norfolk cùng lúc với Wyoming. Thuyền trưởng H. Publicover trên chiếc Cora F. Cressey nhổ neo vào lúc hoàng hôn và di chuyển ra biển. Người ta tin rằng Wyoming đã được tìm thấy ở phía đông của Pollock Rip Lighthip và toàn bộ thủy thủ đoàn 14 người đã bị mất tích.[8][9][10]
- 2003 - xác tàu Wyoming được tìm thấy ở gần đảo Monomoy bởi công ty American Underwater Search and Survey Ltd.[11][12]